# حمدي الطباع
ولد حمدي الطباع في عمان عام 1936م وكان زميلا في الدراسة للعاهل الأردني الراحل الملك حسين. بالرغم من الصداقة التي ربطت بينهما إلا أن الطباع نأى بنفسه عن العمل في المجال الحكومي وفضل السير على خطى آبائه في العمل التجاري.
يشغل حمدي الطباع منصب رئيس «اتحاد رجال الأعمال العرب» منذ عدة سنوات بعد أن مارس العمل التجاري مبكرا لكونه ينتمي إلى عائلة حققت نجاحا ملحوظا في الأعمال التجارية في الأردن والخارج.
انتخب الطباع لعضوية الغرفة التجارية أكثر من مرة وعام 1982 انتخب رئيسا لاتحاد الغرف التجارية الأردنية حتى عام 1988 عندما أسندت إليه وزارة الصناعة والتجارة والتموين. وكان إسهامه في هذا المجال ملحوظا حيث دعا إلى تعديل التشريعات الاقتصادية والاهتمام بالقطاع الخاص اهتماما أكبر وكان أول من أسس مسودة مشروع قانون لتشجيع الاستثمار.
بعد ذلك تولى عدة مناصب في مجلس إدارات الشركات بينها عضوية مجلس إدارة البنك المركزي ورئاسة مجلس أمناء جامعة جرش ورئاسة مجلس إدارة شركة مصانع الأسمنت إلى أن اختير لعضوية مجلس الأعيان عام 1997.
أهمية التواصل
يشير الطباع دائما إلى أهمية التواصل بين مشرق العالم العربي ومغربه بالرغم من الإمكانيات الزاخرة التي يمكن أن تؤدي إلى انتعاش العالم العربي وتخفيض مستورداته من الدول الأخرى. ويقول: بالرغم من وجود منطقة التجارة الحرة العربية فما زالت التجارة البينية العربية وعمليات الاستثمار بين المشرق العربي ومغربه محدودة. حيث لا تتجاوز صادرات دول شمال أفريقيا العربية 13 بالمائة من المستوردات، وتشكل الواردات البينية 23 بالمائة من الواردات العربية البينية. ولهذا قام اتحاد رجال الأعمال العرب بعقد الملتقى العاشر له في الجزائر هذا العام. داعيا المشاركين الذين بلغ عددهم 750 من رجال الأعمال من مختلف الدول العربية إلى الاستفادة من إمكانيات الاستثمار المتوفرة في دول المغرب العربي وقدم الجزائر كنموذج حيث تمكنت هذه الدولة من استقطاب 16 مليار دولار من الاستثمارات الأجنبية في قطاعات الصناعة والسياحة وطرحت حوالي 1200 مؤسسة ضمن برنامج الخصخصة.
الطباع ورجال الأعمال العرب
بالرغم من المناصب الرسمية والخاصة فإن الحاج حمدي الطباع كما يطلق عليه عادة في الأردن يركز باهتمام كبير حاليا على موضوع رجال الأعمال العرب وما يمكن أن يقوم به الاتحاد لتسهيل تنقلهم بين الدول العربية، لهذا قدم مقترحا لإصدار جواز سفر خاص لرجال الأعمال العرب وقد وافقت معظم الدول العربية مبدئيا على المقترح غير أن عملية التنفيذ ما زالت بحاجة للمتابعة، كما تقدم باقتراحات باسم رجال الأعمال العرب لتسهيل عمليات النقل البري والبحري والجوي بين الدول العربية وإزالة المعيقات التي تعترض تبادل السلع التجارية بين هذه الدول وهو يرى أن هذا الموضوع بحاجة إلى أن يحظى بالأولوية لدى المسئولين العرب مما يعزز النشاط التجاري والاقتصادي ويساهم في النمو الاقتصادي.

## المؤهلات العلمية
1956 المدرسة الأمريكية العليا – لبنان
1956 – 1957 دورة في إدارة الأعمال – جامعة بيروت الأمريكية
1957 – 1958 دورة في الميكانيك والإدارة لمدة 18 شهر في مصانع شركة مان في ميونخ ونورمبرج

## المناصب السابقة
1997- يناير 2004 رئيس مجلس إدارة شركة مصانع الاسمنت الأردنية.
1997 – 2001 عضو مجلس الأعيان.
1980 – 1984 رئيس النقابة العامة لوكلاء السيارات وتجارة قطع السيارات ولوازمها.
1982 – 1988 رئيس اتحاد الغرف التجارية الأردنية.
1982 – 1988 رئيس غرفة تجارة عمان.
1978 - 1982 عضو مجلس إدارة غرفة تجارة عمان.
1988 – 1989 وزير الصناعة والتجارة والتموين.
1991- 1995 عضو مجلس إدارة البنك الإسلامي الأردني.
رئيس مجلس أمناء جامعة جرش.
عضو مجلس إدارة البنك المركزي.

## المناصب الحالية
2001 نائب رئيس مجلس إدارة جمعية الضياء الخيرية
1999 عضو مجلس أمناء مؤسسة الملك حسين
1997 رئيس جمعية رجال الأعمال الأردنيين
1997 رئيس اتحاد رجال الأعمال العرب
1996نائب رئيس جمعية الثقافة الإسلامية / الكلية العلمية الإسلامية
1995 رئيس هيئة المديرين شركة مصانع الخميرة
1990 القنصل الفخري لجمهورية جيبوتي
1985 رئيس هيئة المديرين شركة التوفيق للسيارات والمعدات (المؤسسة عام 1941)
1984 رئيس جمعية الفيحاء الخيرية
1977 عضو مجلس إدارة شركة مصانع الخزف الأردنية
1975 نائب رئيس هيئة المديرين مؤسسة التجار العرب
- رئيس اللجنة الإسلامية لدعم جهاد العراق
- نائب رئيس صندوق الصدقة الجارية
- عضو في لجنة صندوق الزكاة
- عضو في جمعية المحافظة على القرآن الكريم
- عضو في لجنة دعم المساجد
- عضو مجلس أمناء المركز الأردني للدراسات والمعلومات
- عضو جمعية الصداقة الأردنية الإسبانية
- عضو غرفة التجارة الدولية
- عضو جمعية الشؤون الدولية
- نائب رئيس مجلس إدارة الرابطة الأردنية السورية للثقافة والعلوم
- جمعية الاقتصاديين الأردنيين (عضو شرف)

## الاوسمة
- حامل وسام الكوكب من الدرجة الأولى (الأردن)
- حامل وسام الاستقلال من الدرجة الثالثة (الأردن)
- حامل وسام برتبة فارس من الحكومة الفرنسية
- حامل الوسام الإيطالي